# Acting-out
Acting-out – zachowanie, nad którym osoba nie ma kontroli, a które rozładowuje nagromadzone napięcie wywołane nieuświadomionymi impulsami i życzeniami ale nie jest skierowane na potrzebę i bodziec, które to uczucie wywołują. Rozładowanie napięcia odbywa się w sposób patologiczny i dekonstruktywny. 
Osoba nie przejmuje się możliwymi negatywnymi konsekwencjami zarówno na poziomie osobistym, jak i społecznym. Do zakresu zachowań tego typu zalicza się zachowania przestępne, zachowania impulsywne, "wybuchy" złego humoru, zadawanie sobie fizycznego bólu przez uszkadzanie ciała w celu zmniejszenia napięcia (lęku lub depresji) czy używanie narkotyków.
Powtarzane zachowanie może prowadzić do zaburzenia relacji z innymi, sobą samym, konsekwencji prawnych i wielu innych strat społeczno – życiowych (np. utrata pracy, rodziny, znajomych etc). 
Celem takiego zachowania jest rozładowanie napięcia bez uświadomienia sobie towarzyszących zwykle tym impulsom emocji. Acting-out jest jednym z mechanizmów obronnych, często prowadzącym do działań aspołecznych.
Przykłady:
- Osoba uzależniona od gier hazardowych grająca kompulsywnie w pokera,
- Reagowanie natychmiastową agresją na krytykę
- Chuligani bijący kijami baseballowymi pierwszego napotkanego człowieka.
- Nastolatek z którym ostatnio zerwała dziewczyna zaczyna sprawiać problemy wychowawcze żeby zwrócić na siebie uwagę dorosłych
- Rzucanie w kogoś jakimś przedmiotem zamiast wyrażenie "zdenerowałeś mnie"[4]

Zysk psychologiczny agresora: wyładowanie się, poczucie wszechmocy, wzrost poczucia pewności siebie, rozładowanie emocjonalnych problemów. Przekształcenie lęku i słabości w działanie dające poczucie sprawstwa i władzy. Nieplanowanie tej agresji i szybkie znalezienie dla niej ujścia pozwala na uniknięcie niepewności, strachu i innych towarzyszących zwykle aspołecznym działaniom uczuć.
Czasami zachowania typu acting-out (utrata kontroli nad pewnymi zachowaniami) przeplatane są zachowaniami typu acting-in (próby kontroli zachowań impulsywnych czy niebezpiecznych). 
W fazie acting-out uzależniony od zakupów wpada w szał zakupowy. Natomiast osoba będąca w fazie acting-in nagle przestaje kupować lub kompletnie unika jakichkolwiek sytuacji związanych z zakupami.